# Andon
Andon é um comuna francesa, situada no departamento de Alpes-Maritimes, na região de Provence-Alpes-Côte d'Azur. A comuna possui 54,3 km².

## Administração
| Período     | Nome                   | Partido | Qualidade |
| ----------- | ---------------------- | ------- | --------- |
| 1991 - 2002 | Adrien Prato           |         |           |
| 2002 - 2014 | Michèle Sicard-Olivier |         |           |

## Demografia
| 1962 | 1968 | 1975 | 1982 | 1990 | 1999 | 2008 |
| ---- | ---- | ---- | ---- | ---- | ---- | ---- |
| 335  | 341  | 444  | 249  | 300  | 341  | 550  |